# Supercoppa italiana 2015 (hockey in-line)
La Supercoppa italiana 2015 è stata la 13ª edizione della omonima competizione italiana di hockey in-line disputata il 31 ottobre 2015 al Quanta Sport Village di Milano.
Hanno partecipato il Milano Quanta in qualità di squadra campione d'Italia e detentrice della Coppa Italia e il Cittadella come finalista della Coppa Italia.
Il Cittadella vinse la partita per 8-5, aggiudicandosi per la prima volta il trofeo.

## Partecipanti
| Squadre       | Qual. | Partecipazioni precedenti (il grassetto indica la vittoria) |
| ------------- | ----- | ----------------------------------------------------------- |
| Milano Quanta |       | 2011, 2012, 2013, 2014                                      |
| Cittadella    |       | 2013                                                        |

## Tabellino
| Milano 31 ottobre 2015 | Milano Quanta | 5 – 8 | Cittadella | Quanta Sport Village |